# Liste der Kreisstraßen im Landkreis Neustadt an der Aisch-Bad Windsheim
Die Liste der Kreisstraßen im Landkreis Neustadt an der Aisch-Bad Windsheim ist eine Auflistung der Kreisstraßen im bayerischen Landkreis Neustadt an der Aisch-Bad Windsheim mit deren Verlauf.

## Abkürzungen
- AN: Kreisstraße im Landkreis Ansbach
- ERH: Kreisstraße im Landkreis Erlangen-Höchstadt
- FÜ: Kreisstraße im Landkreis Fürth
- K: Kreisstraße in Baden-Württemberg
- KT: Kreisstraße im Landkreis Kitzingen
- NEA: Kreisstraße im Landkreis Neustadt an der Aisch-Bad Windsheim
- WÜ: Kreisstraße im Landkreis Würzburg
- St: Staatsstraße

## Liste
Nicht vorhandene bzw. nicht nachgewiesene Kreisstraßen werden in Kursivdruck gekennzeichnet, ebenso Straßen und Straßenabschnitte, die unabhängig vom Grund (Herabstufung zu einer Gemeindestraße oder Höherstufung) keine Kreisstraßen mehr sind.
Der Straßenverlauf wird in der Regel von Nord nach Süd und von West nach Ost angegeben.
| Nr. NEA | Verlauf |
| ------- | --- |
| NEA 1   | St 2256 in Abtsgreuth – Altershausen – Schornweisach – NEA 12 – Tragelhöchstädt – Nonnenmühle – Uehlfeld – Demantsfürth – Peppenhöchstädt – Rohensaas – Landkreisgrenze – (ERH 27 im Landkreis Erlangen-Höchstadt) |
| NEA 2   | St 2261 – Gleißenberg – NEA 3 – Breitenlohe – St 2256 – Landkreisgrenze – (ERH 21 im Landkreis Erlangen-Höchstadt) |
| NEA 3   | NEA 2 in Gleißenberg – Landkreisgrenze – (ERH 19 und ERH 20 im Landkreis Erlangen-Höchstadt) – Landkreisgrenze – in Uehlfeld |
| NEA 4   | St 2257 – Appenfelden – St 2261 |
| NEA 5   | St 2256 in Hombeer – Landkreisgrenze – (ERH 18 im Landkreis Erlangen-Höchstadt) |
| NEA 6   | St 2253 – Rehhof – Obernesselbach – Unternesselbach – NEA 26 – Schauerheim – NEA 16 – Birkenfeld – Weiherhof – Oberroßbach – NEA 24 |
| NEA 7   | St 2256 – St 2261 – Kirchrimbach – St 2417 in Markt Taschendorf |
| NEA 8   | – Brandhof – Hagenbüchach – NEA 19 – Pirkach – NEA 20 – Landkreisgrenze – (FÜ 7 im Landkreis Fürth) |
| NEA 9   | St 2261 – Neuses – Obertaschendorf – St 2417 in Markt Taschendorf |
| NEA 10  | St 2255 in Neuhof an der Zenn – Hirschneuses – NEA 18 – Landkreisgrenze – (FÜ 9 im Landkreis Fürth) |
| NEA 11  | NEA 22 in Brunn – Oberalbach – NEA 21 – Trabelshof – Landkreisgrenze – (ERH 15 im Landkreis Erlangen-Höchstadt) |
| NEA 12  | (ERH 19 im Landkreis Erlangen-Höchstadt) – Landkreisgrenze – Schornweisach – NEA 1 – NEA 14 – Bergtheim – Reinhardshofen – Pahres – |
| NEA 13  | St 2259/St 2261 – Kornhöfstadt – St 2417 in Frankfurt |
| NEA 14  | St 2259 in Münchsteinach – Neuebersbach – NEA 12 – Bergtheim – Rauschenberg – Oberhöchstädt – /St 2414 in Dachsbach |
| NEA 15  | St 2256 in Baudenbach – NEA 16 – Stübach – Hanbach – Ehe – Bruckenmühle – Diespeck – Dettendorf – St 2414 |
| NEA 16  | NEA 15 – Hambühl – Diebach – NEA 6 in Schauerheim |
| NEA 17  | in Oberndorf – Mailheim – St 2252 – Jobstgreuth – Schußbach – Steinbach – St 2413 in Buch |
| NEA 18  | (FÜ 10 im Landkreis Fürth) – Landkreisgrenze – Neukatterbach – Hirschneuses – NEA 10 – Landkreisgrenze – (AN 11 im Landkreis Ansbach) |
| NEA 19  | St 2244 – NEA 23 – Siedelbach – Dürrnbuch – Bräuersdorf – NEA 8 in Hagenbüchach |
| NEA 20  | St 2244 in Oberniederndorf – Mausdorf – Pirkach – NEA 8 – Landkreisgrenze – (FÜ 11 im Landkreis Fürth) |
| NEA 21  | NEA 11 – Ebersbach – Unteralbachermühle – Wilhelmsdorf – St 2244 |
| NEA 22  | – St 2414 – Brunn – NEA 11 – Wilhelmsdorf – St 2244 |
| NEA 23  | St 2244 in Neidhardswinden – NEA 19 – Siedelbach – Landkreisgrenze – (FÜ 18 im Landkreis Fürth) |
| NEA 24  | St 2252 in Linden – Klausaurach – Rimbach – NEA 6 – St 2255 – Herrnneuses – Rennhofen – Buchklingen – St 2244 |
| NEA 25  | St 2257 in Oberscheinfeld – NEA 27 – Erlabronn – Zeisenbronn – NEA 28 – St 2261 |
| NEA 26  | St 2256 in Langenfeld – NEA 6 – Unternesselbach – Altheim – Dottenheim – Walddachsbach – NEA 35 |
| NEA 27  | NEA 28 in Oberambach – St 2421 – Herpersdorf – NEA 25 |
| NEA 28  | St 2257 – Schönaich – Oberambach – NEA 27 – Burgambach – St 2421 – Schnodsenbach – NEA 25 in Zeisenbronn |
| NEA 29  | (KT 3 im Landkreis Kitzingen) – Landkreisgrenze – in Altmannshausen |
| NEA 30  | St 2259 in Thierberg – Ruthmannsweiler – Unterlaimbach – St 2256 in Ullstadt |
| NEA 31  | St 2253 – Sugenheim – NEA 34 – Ezelheim – Ingolstadt – NEA 32 – Kottenheim – Markt Nordheim – NEA 33 – Wüstphül – Wüstphül Siedlung – St 2256 – Ulsenheim – Seenheim – Neuherberg – St 2252 – NEA 49 – Ermetzhofen – NEA 43 – Mörlbach – Landkreisgrenze – (AN 30 im Landkreis Ansbach) – Landkreisgrenze – Steinach an der Ens – |
| NEA 32  | (KT 2 im Landkreis Kitzingen) – Landkreisgrenze – Krassolzheim – NEA 31 – Ingolstadt – St 2256 in Krautostheim |
| NEA 33  | NEA 31 in Markt Nordheim – St 2256 in Krautostheim |
| NEA 34  | NEA 31 – St 2256 in Deutenheim |
| NEA 35  | St 2256 in Herbolzheim – Humprechtsau – St 2253 – Berolzheim – Kaubenheim – Ipsheim – Bühlberg – NEA 36 – NEA 26 – Eichelberg – St 2252 |
| NEA 36  | Burg Hoheneck – NEA 35 in Bühlberg |
| NEA 37  | St 2413 in Unteraltenbernheim – Wimmelbach – St 2245 |
| NEA 38  | St 2413 in Unteraltenbernheim – Binsmühle – Hörhof – Landkreisgrenze – (AN 21 im Landkreis Ansbach) |
| NEA 39  | – Illesheim – Urfersheim – Westheim – NEA 43 – Sontheim – St 2253 in Obernzenn |
| NEA 40  | St 2253 – Unterntief – Oberntief – Bad Windsheim |
| NEA 41  | (WÜ 44 im Landkreis Würzburg) – Landkreisgrenze – NEA 47 – Hemmersheim – NEA 50 – Gollachostheim – Gollhofen – St 2419 – Stoffelsmühle – Geckenheim – NEA 43 – NEA 42 in Weigenheim |
| NEA 42  | (KT 1 im Landkreis Kitzingen) – Landkreisgrenze – NEA 46 – Mathildenhof – Reusch – NEA 43 – NEA 41 – Weigenheim – St 2256 |
| NEA 43  | St 2419 in Ippesheim – Reusch – NEA 42 – NEA 41 – Geckenheim – Uffenheim – St 2256 – St 2419 – NEA 49 – Custenlohr – Mörlbach – NEA 31 – Hilpertshof – Hagenmühle – Burgbernheim – NEA 52 – Marktbergel – NEA 39 in Westheim |
| NEA 44  | (KT 21 im Landkreis Kitzingen) – Landkreisgrenze – NEA 45 – St 2419 in Herrnberchtheim |
| NEA 45  | NEA 50 in Rodheim – Landkreisgrenze – (KT 52 im Landkreis Kitzingen) – Landkreisgrenze – NEA 44 in Herrnberchtheim |
| NEA 46  | St 2419 in Ippesheim – NEA 42 |
| NEA 47  | /St 2271 – Geißlingen – Gülchsheim – Hemmersheim – NEA 41 – NEA 48 – St 2256 – Auernhofen – Landesgrenze – (K 2876 im Main-Tauber-Kreis, Baden-Württemberg) – Landesgrenze – NEA 49 in Equarhofen |
| NEA 48  | (WÜ 45 im Landkreis Würzburg) – Landkreisgrenze – NEA 47 – St 2256 in Simmershofen |
| NEA 49  | (K 2875 im Main-Tauber-Kreis, Baden-Württemberg) – Landesgrenze – Equarhofen – NEA 47 – Hohlach – NEA 50 – Wallmersbach – Welbhausen – St 2419 – NEA 43 – Custenlohr – /St 2252 in Neuherberg |
| NEA 50  | in Oberickelsheim – Rodheim – NEA 45 – Gollachostheim – NEA 41 – Adelhofen – St 2256 – NEA 49 – NEA 51 in Langensteinach |
| NEA 51  | St 2419 – NEA 50 – Langensteinach – Landkreisgrenze – (AN 31 im Landkreis Ansbach) |
| NEA 52  | – Burgbernheim – NEA 43 – Landkreisgrenze – (AN 7 im Landkreis Ansbach) |

## Weblink
OpenStreetMap: Neustadt an der Aisch-Bad Windsheim – Landkreis Neustadt an der Aisch-Bad Windsheim im OpenStreetMap-Wiki